# Савинский, Сергей Васильевич
Серге́й Васи́льевич Сави́нский (13 [25] февраля 1877, Николо-Корма, Рыбинский уезд, Ярославская губерния — 25 августа 1954, Москва) — протоиерей Русской православной церкви, член учебного комитета при Священном Синоде, профессор Московской духовной академии.

## Биография
Родился 13 февраля 1877 года в селе Никола-Корма Рыбинского уезда Ярославской губернии в семье священника. Детство провел в кругу семьи и под сенью храма, в котором служил его отец.
В 1897 году окончил Ярославскую духовную семинарию, в 1901 году — Киевскую духовную академию со степенью кандидата богословия и был оставлен профессорским стипендиатом при академии. Вступил в брак.
16 августа 1902 года был назначен преподавателем основного, догматического и нравственного богословия в Черниговской духовной семинарии.
По отзыву учеников, сразу же показал себя выдающимся преподавателем. Вспоминая его преподавательскую деятельность, его ученик по семинарии, протопресвитер Н. Ф. Колчицкий сказал: «Сергей Васильевич так заинтересовал нас своим предметом и дал нам такие глубокие и прочные знания, что, когда мы, по окончании семинарии, поехали учиться в академию, то там уже легко усваивали богословские науки. Неудивительно, что, занимаясь в академии, мы особенно оценили выдающиеся педагогические дарования нашего черниговского преподавателя».
В Чернигове продолжал учёные занятия. Их результатом стало серьёзное исагогико-экзегетическое исследование «Эсхатологическая беседа Христа Спасителя (о последних судьбах мира)», опубликованное в 1906 году. 1 июня 1907 года году за этот труд С. В. Савинский получил в Киевской духовной академии учёную степень магистра богословия.
С 28 сентября 1916 года одновременно — инспектор Черниговской духовной семинарии. Печатал статьи в журналах «Христианин», «Вера и разум», «Вера и жизнь» и в местной Черниговской газете «Черниговский край».
После закрытия Черниговской духовной семинарии в 1918—1919 годы работал в Черниговском учительском институте. В 1920 году перебрался в Москву, где работал бухгалтером в ряде советских учреждений (производственно-торговый отдел МОНО, Мосторг).
В январе 1925 года примкнул к обновленчеству, обратившись в обновленческий синод с заявлением: «Линия, взятая бывшим Патриархом Тихоном, привела Русскую Православную Церковь к великим бедствиям и должна быть остановлена как не соответствующая ни сущности христианства, ни духу времени. Поэтому приветствую возникшее, в связи с революцией, обновленческое движение в недрах самой Церкви, нашедшее себе выражение в Поместном Соборе 22-го года и ныне возглавляемое Священным синодом, считаю совершенно правильной ту политическую ориентацию, которой держится „Живая церковь“, глубоко сочувствую ее деятельности по возрождению церковно жизни и готов, по мере сил и даровании, поработать под руководством Священного Синода, на пользу церковного возрождения». Савинский преподавал в обновленческой Богословской академии в Москве. После её закрытия он до 1941 года работал бухгалтером в Мосторге.
Он не занимался церковной деятельностью, жил скромной жизнью «счётного работника» и избежал репрессий со стороны властей. В начале войны находился в эвакуации в г. Туринске Свердловской области. С началом войны Савинский уехал в Тулу.
После встречи И. В. Сталина с иерархами РПЦ в сентябре 1943 года стало возможным возрождение духовного образования в СССР. Возвратившись в Москву из эвакуации, Савинский подал 12 октября 1943 года прошение на имя патриарха Сергия с просьбой задействовать его в учебной деятельности. Назвал он и предметы, которые мог бы преподавать: догматическое, нравственное и основное богословие, а также — Священное Писаное Нового Завета. 8 ноября того же года С. В. Савинский был на приёме у патриарха Сергия, а 1 декабря состоялось его назначение проректором Богословского института и заведующим Пастырско-богословскими курсами в Москве. Таким образом, учитывая что ректор на тот момент не был назначен, С. В. Савинский стал первым руководителем начинавших своё возрождение Московских духовных школ.
7 декабря того же года во время очередной беседы Патриарха Сергия с Карповым вопрос о духовных школах был поднят вновь. Председатель Совета по делам Русской Православной Церкви сообщил Патриарху, что «со стороны Совета нет возражений к назначению Савинского на должность проректора Православно-Богословского института, и одновременно тов. Карпов поинтересовался, как идёт приёмка помещения, разработаны ли штаты административно-педагогического состава института и курсов, какие сроки намечаются к его открытию, какой устанавливается порядок приема студентов. На эти вопросы Сергий ответил, что он еще не подготовлен и они думают поручить Савинскому разработку необходимых документов и несколько позднее установят срок. Также Сергий сказал, что они никакой специальной вербовочной работы проводить не будут, а будут рассматривать те заявления, которые поступают непосредственно в патриархию, а также через епархиальных епископов, и в очередном номере журнала будет дано краткое извещение о том, что Патриархия открыла приём заявлений. Вопрос о назначении ректора института Сергий не поднимал».
Сразу же после своего назначения на должность проректора занялся проблемой освобождения и переоборудования переданных властями помещений в бывшем Новодевичьем монастыре («Лопухинский» корпус и надвратная Преображенская церковь).
14 июня 1944 года в Московском Новодевичьем монастыре состоялось открытие Православного богословского института и Богословско-пастырских курсов. Митрополит Ленинградский Алексий (Симанский), в должности патриаршего местоблюстителя возглавивший РПЦ после кончины патриарха Сергия, произнёс в тот день слово, в котором подчеркнул преемство новых духовных школ в отношении старой школы. В богословом институте преподавал догматическое и нравственное богословие с использованием классического курса догматического богословия митрополита Макария (Булгакова).
28 августа 1944 года Синод назначил ректором Богословского института профессора протоиерея Тихона Попова. Насущной проблемой оставалось формирование преподавательского состава. Согласно первым учебным планам, за 3 года обучения предполагалось пройти сокращенный курс бывших духовных академий с пастырско-практическим направлением.
В мае 1945 года институту был передан трапезный Успенский храм Новодевичьего монастыря, в восстановлении которого активно участвовал С. В. Савинский. После ремонта храм 29 декабря 1945 года освятил патриарх Алексий I.
29 мая 1946 года постановлением Совета министров СССР было разрешено открытие духовных академий в Москве, Ленинграде и Киеве. Учебный комитет при Синоде на заседании 26 августа 1946 года постановил преобразовать Православный богословский институт в МДА с четырёхлетним курсом обучения. Ректором МДАиС с 23 октября 1946 года был назначен протоиерей Николай Чепурин, исполнявший с 26 сентября обязанности инспектора, а инспектором стал С. В. Савинский. Должность проректора при этом упразднялась. После внезапной кончины Николая Чепурина, с 7 февраля становится исполняющим обязанности ректора Московской духовной академии и семинарии.
В 1947 году рукоположен в сан священника и назначен настоятелем Успенской академической церкви Новодевичьего монастыря. Публиковал статьи в «Журнале Московской Патриархии».
28 октября 1947 года был освобождён от исполнения обязанностей ректора Московской духовной академии и семинарии, а 3 ноября он был вновь назначен на должность инспектора. 14 ноября к исполнению своих обязанностей приступил новый ректор — епископ Гермоген (Кожин), при котором и состоялось возвращение Московской духовной академии в Троице-Сергиеву Лавру.
В 1951 году, в связи с учебно-научными занятиями в академии, перестал быть штатным священником Успенского храма, хотя и оставался приписанным к его причту. В марте 1954 года он вновь был призван на это служение. Однако силы его были уже на исходе.
Скончался 25 августа 1954 года. Отпевание происходило в воскресенье, 29 августа, в Успенском храме бывшего Новодевичьего монастыря. Заупокойную литургию совершал епископ Вологодский и Череповецкий Гавриил (Огородников) в сослужении протопресвитера Николая Колчицкого и протоиерея А. Скворцова, местного и академического духовенства при огромном стечении молящихся. Погребён на Введенском кладбище в Москве.

## Публикации
- Эсхатологическая беседа Христа Спасителя (о последних судьбах мира). Мф 24:1-51; Мк 13:1-37; Лк. 21:5-36. Опыт исагогико-экзегетического исследования. — Киев, 1906.
- Значение Патриаршества в жизни Православной Русской Церкви вообще и современной в особенности // Журнал Московской Патриархии. 1944. — № 3. — С. 33-41.
- Труд — дело достоинства и чести // Журнал Московской Патриархии. 1944. — № 5. — С. 19-23.
- Духовный концерт в Московской консерватории // Журнал Московской Патриархии. 1945. — № 3. — С. 27-32.
- Пятнадцать дней в Югославии //Журнал Московской Патриархии. 1945. — № 6. — С. 18-28.
- Торжество освящения храма в Богословском Институте // Журнал Московской Патриархии. 1946. — № 1. — С. 18-22.
- Воистину воста Господь (Лк. 24, 34) // Журнал Московской Патриархии. 1946. — № 4. — С. 45-51.
- Из жизни духовной школы // Журнал Московской Патриархии. 1946. — № 7. — С. 5-10.
- Из жизни духовной школы // Журнал Московской Патриархии. 1947. — № 2. — С. 7-9.
- Московские Православные Духовные Академия и Семинария в 1946/47 учебном году. // Журнал Московской Патриархии. 1947. — № 7. — С. 24-43.
- Московские Духовные школы в 1947/1948 учебном году. // Журнал Московской Патриархии. 1948. — № 11. — С. 10-15.
- Утро и вечер великого дня Воскресения Христова. // Журнал Московской Патриархии. 1951. — № 5. — С. 29-39.
- Покров Божией Матери над Русской Землей // Журнал Московской Патриархии. 1951. — № 10. — С. 32-34.
- Догматический элемент в проповедях Митрополита Крутицкого и Коломенского Николая. // Журнал Московской Патриархии. 1952. — № 5. — С. 48-50.
- Учение Православной Церкви об иконопочитании. // Журнал Московской Патриархии. 1952. — № 8. — С. 53-60.
- Свет Рождества Христова. // Журнал Московской Патриархии. 1953. — № 1. — С. 36-38.
- Крест Христов // Журнал Московской Патриархии. 1953. — № 3. — С. 41-46.
- Радость Воскресения Христова // Журнал Московской Патриархии. 1953. — № 4. — С. 39-43.
- Еммаусские путники (четвертое явление Воскресшего Христа) // Журнал Московской Патриархии. 1954. — № 4. — С. 23-31.